# Campeonato Lituano de Futebol
O Campeonato Lituano de Futebol ou A lyga (em português: Liga A) é uma liga profissional de futebol da Lituânia. A liga está no topo da pirâmide do futebol Lituano, e é competição primária de futebol do país. A Lyga é uma abreviação de Aukščiausia Lyga, que significa Liga Superior. É organizado pela Federação Lituana de Futebol (LFF) (Lituano: Lietuvos Futbolo Federacija). A Aukščiausia Lyga também existiu durante o período soviético da Lituânia, mas não foi considerada uma liga profissional até a dissolução da União Soviética.
O tamanho da liga variou entre 8 e 12 equipes nas últimas temporadas, no entanto, em 2020, a A Lyga apresenta apenas 6 equipes. A lista final de participantes às vezes não se correlaciona com os resultados finais da temporada anterior, pois a participação é finalizada através do processo de licenciamento da liga da Federação Lituana de Futebol. A temporada geralmente começa no final de fevereiro ou início de março e termina em novembro. Por causa do clima severo, não há jogos no inverno.
Por razões políticas, em 1991, a Lituânia foi banida pela UEFA de competições continentais que recusavam o licenciamento do Žalgiris para competir como clube lituano e não como clube soviético. A Lituânia tornou-se afiliada à UEFA em 1992. O campeão A Lyga garante o direito de jogar na Liga dos Campeões da UEFA. O vice-campeão e o 3º lugar garantem o direito de jogar na Liga Europa da UEFA. Até a temporada 19/20 nenhum clube da A Lyga jogou na fase de grupos das duas competições. Até o final da temporada 2019/20 na Europa, o clube com melhor desempenho na Europa é o FK Sūduva, classificado em 169º na tabela de Coeficientes de Clubes da UEFA.

## Equipes participantes
Lista atualizada em 2021.
| Clube             | Cidade      | Posição em 2020 | Primeira temporada na A Lyga | Temporadas na A Lyga | Títulos | Último título |
| ----------------- | ----------- | --------------- | ---------------------------- | -------------------- | ------- | ------------- |
| Banga             | Gargždai    | 4º              | 1994                         | 18                   | -       | -             |
| Dainava           | Alytus      | 6º na I Lyga    | 2021                         | 1                    | -       | -             |
| Džiugas           | Telšiai     | 4º na I Lyga    | 2021                         | 1                    | -       | -             |
| Hegelmann Litauen | Caunas      | 2º na I Lyga    | 2021                         | 1                    | -       | -             |
| Kauno Žalgiris    | Kaunas      | 3º              | 2015                         | 7                    | -       | -             |
| Nevėžis           | Kėdainiai   | 1º na I Lyga    | 2021                         | 1                    | -       | -             |
| Panevėžys         | Panevėžys   | 5º              | 2019                         | 3                    | -       | -             |
| Riteriai          | Vilnius     | 6º              | 2014                         | 8                    | -       | -             |
| Sūduva            | Marijampolė | 2º              | 1990                         | 22                   | 3       | 2019          |
| Žalgiris          | Vilnius     | 1º              | 1990                         | 32                   | 8       | 2020          |

## Campeões
A lista de campeão se divide em dois momentos: era URSS até 1989 e era Pos URSS de 1990 até hoje.
- 1922 : LFLS Kaunas
- 1923 : LFLS Kaunas (2)
- 1924 : Kovas Kaunas
- 1925 : Kovas Kaunas (2)
- 1926 : Kovas Kaunas (3)
- 1927 : LFLS Kaunas (3)
- 1928 : KSS Klaipėda
- 1929 : KSS Klaipėda (2)
- 1930 : KSS Klaipėda (3)
- 1931 : KSS Klaipėda (4)
- 1932 : LFLS Kaunas (4)
- 1933 : Kovas Kaunas (4)
- 1934 : MSK Kaunas
- 1935 : Kovas Kaunas (5)
- 1936 : Kovas Kaunas (6)
- 1937 : KSS Klaipėda (5)
- 1937-38 : KSS Klaipėda (6)
- 1938-39 : LGSF Kaunas
- 1939-40 : Não Concluido
- 1941 : Não concluido
- 1942 : LFLS Kaunas (5)
- 1942-43 : Tauras Kaunas
- 1943-44 : Não Concluido
- 1945 : Spartakas Kaunas
- 1946 : Dinamo Kaunas
- 1947 : Lok Kaunas
- 1948 : Elnias Šiauliai
- 1949 : Elnias Šiauliai (2)
- 1950 : Inkaras Kaunas
- 1951 : Inkaras Kaunas (2)
- 1952 : KN Vilnius
- 1953 : Elnias Šiauliai (3)
- 1954 : Inkaras Kaunas (3)
- 1955 : Lima Kaunas
- 1956 : Linu Audiniai Plungé
- 1957 : Elnias Šiauliai (4)
- 1958-59 : Raudonoji zvaigzde Vilnius (2) (KN Vilnius)
- 1959-60 : Elnias Šiauliai (5)
- 1960-61 : Elnias Šiauliai (6)
- 1961-62 : Atletas Kaunas
- 1962-63 : Statyba Panevėžys
- 1964 : Inkaras Kaunas (4)
- 1965 : Inkaras Kaunas (5)
- 1966 : FK Nevėžis
- 1967 : Saljutas Vilnius
- 1968 : Statyba Panevėžys (2)
- 1969 : Statybininkas Šiauliai
- 1970 : Atletas Kaunas (2)
- 1971 : Pažanga Vilnius
- 1972 : FK Nevėžis (2)
- 1973 : FK Nevėžis (3)
- 1974 : Tauras Šiauliai
- 1975 : Dainava Alytus
- 1976 : Atmosfera Mažeikiai
- 1977 : Statybininkas Šiauliai (2)
- 1978 : Granitas Klaipėda
- 1979 : Atmosfera Mažeikiai (2)
- 1980 : Granitas Klaipėda (2)
- 1981 : Granitas Klaipėda (3)
- 1982 : Pažanga Vilnius (2)
- 1983 : Pažanga Vilnius (3)
- 1984 : Granitas Klaipėda (4)
- 1985 : FK Ekranas
- 1986 : Banga Kaunas
- 1987 : FK Tauras Tauragė
- 1988 : SRT Vilnius
- 1989 : Banga Kaunas (2)
- 1990 : FK Sirijus Klaipėda
- 1991 : FK Žalgiris Vilnius
- 1991-92 : FK Žalgiris Vilnius (2)
- 1992-93 : FK Ekranas (2)
- 1993-94 : ROMAR Mažeikiai
- 1994-95 : Inkaras Kaunas (6)
- 1995-96 : Inkaras Kaunas (7)
- 1996-97 : Kareda Šiauliai (3) (Statybininkas Šiauliai)
- 1997-98 : Kareda Šiauliai (4)
- 1998-99 : Žalgiris Vilnius (3)
- 1999 : Žalgiris Kaunas (3) (Banga Kaunas)
- 2000 : FBK Kaunas (4) (Žalgiris Kaunas)
- 2001 : FBK Kaunas (5)
- 2002 : FBK Kaunas (6)
- 2003 : FBK Kaunas (7)
- 2004 : FBK Kaunas (8)
- 2005 : FK Ekranas (3)
- 2006 : FBK Kaunas (9)
- 2007 : FBK Kaunas (10)
- 2008 : FK Ekranas (4)
- 2009 : FK Ekranas (5)
- 2010 : FK Ekranas (6)
- 2011 : FK Ekranas (7)
- 2012 : FK Ekranas (8)
- 2013 : VMFD Žalgiris Vilnius (4)
- 2014 : VMFD Žalgiris Vilnius (5)
- 2015 : FK Žalgiris Vilnius (6)
- 2016 : FK Žalgiris Vilnius (7)
- 2017 : FK Sūduva Marijampolė (1)
- 2018 : FK Sūduva Marijampolė (2)
- 2019 : FK Sūduva Marijampolė (3)
- 2020 : FK Žalgiris Vilnius (8)
- 2021 : FK Žalgiris Vilnius (9)
- 2022 : FK Žalgiris Vilnius (10)
- 2023 : FK Panevėžys (1)
- 2024 : FK Žalgiris Vilnius (11)

### Performance por clube
| Clube               | Campeão | Temporada como Campeão                                            |
| ------------------- | ------- | ----------------------------------------------------------------- |
| FK Žalgiris Vilnius | 11      | 1991, 1992, 1998, 2013, 2014, 2015, 2016, 2020, 2021, 2022 e 2024 |
| FBK Kaunas †        | 8       | 1999, 2000, 2001, 2002, 2003, 2004, 2006 e 2007                   |
| FK Ekranas†         | 7       | 1993, 2005, 2008, 2009, 2010, 2011 e 2012                         |
| FK Sūduva           | 3       | 2017, 2018, 2019                                                  |
| FK Inkaras Kaunas†  | 2       | 1995, 1996                                                        |
| Kareda Šiauliai†    | 2       | 1997, 1998                                                        |
| ROMAR Mažeikiai†    | 1       | 1994                                                              |
| FK Panevėžys'       | 1       | 2023                                                              |

†Clube Extinto.

## Artilheiro
| Temporada | Nome                  | Time                                  | Gols |
| --------- | --------------------- | ------------------------------------- | ---- |
| 1991      | Egidijus Meidus       | Vilija Kaunas                         | 13   |
| 1991-92   | Vaidotas Šlekys       | FK Ekranas                            | 14   |
| 1992-93   | Vaidotas Šlekys       | FK Ekranas                            | 16   |
| 1993-94   | Vaidotas Šlekys       | FK Ekranas                            | 16   |
| 1994-95   | Eimantas Poderis      | FK Žalgiris Vilnius/FK Inkaras Kaunas | 24   |
| 1995-96   | Edgaras Jankauskas    | FK Žalgiris Vilnius                   | 25   |
| 1996-97   | Remigijus Pocius      | FK Kareda                             | 14   |
| 1997-98   | Vidas Dančenka        | FK Kareda                             | 26   |
| 1998-99   | Artūras Fomenka       | FK Kareda                             | 14   |
| 1999      | Nerijus Vasiliauskas  | FK Žalgiris Vilnius                   | 10   |
| 2000      | Andrius Velička       | FBK Kaunas                            | 26   |
| 2001      | Remigijus Pocius      | FBK Kaunas                            | 24   |
| 2002      | Audrius Šlekys        | FBK Kaunas                            | 19   |
| 2003      | Ričardas Beniušis     | FK Atlantas/FBK Kaunas                | 16   |
| 2004      | Povilas Lukšys        | FK Ekranas                            | 19   |
| 2005      | Mantas Savėnas        | FK Ekranas                            | 27   |
| 2006      | Serhiy Kuznetsov      | FK Vėtra                              | 18   |
| 2007      | Povilas Lukšys        | FK Ekranas                            | 26   |
| 2008      | Rafael Gaúcho         | FBK Kaunas                            | 14   |
| 2009      | Valdas Trakys         | FK Ekranas                            | 20   |
| 2010      | Povilas Lukšys        | FK Sūduva                             | 16   |
| 2011      | Deivydas Matulevičius | FK Žalgiris Vilnius                   | 19   |
| 2012      | Artūras Rimkevičius   | FK Šiauliai                           | 35   |
| 2013      | Nerijus Valskis       | FK Sūduva                             | 27   |
| 2014      | Niko Tokič            | FK Šiauliai                           | 19   |
| 2015      | Tomas Radzinevičius   | FK Sūduva                             | 28   |
| 2016      | Andrija Kaluđerović   | FK Žalgiris Vilnius                   | 20   |
| 2017      | Darvydas Šernas       | FK Žalgiris Vilnius                   | 18   |
| 2018      | Liviu Antal           | FK Žalgiris Vilnius                   | 23   |
| 2019      | Tomislav Kiš          | FK Žalgiris Vilnius                   | 27   |